# Airfix Dogfighter
Airfix Dogfighter est un jeu vidéo de combat aérien pour Microsoft Windows, développé par Unique Development Studios et Paradox Interactive, édité par Eon Digital Entertainment, il est sorti fin 2000 en Amérique du Nord et en Europe. 15 avions sont à la disposition des joueurs pour rejouer la Seconde Guerre mondiale dans une maison dans les années 50.
Le jeu est basé sur la marque Airfix, une marque britannique de maquettes en plastique. Airfix Dogfighter permet aux joueurs de piloter des versions miniatures détaillées d'avions de la Seconde Guerre mondiale dans une grande maison au rendu 3D. Combattre soit pour les Alliés ou les pouvoirs de l'Axe, chacun avec une base dans une pièce différente de la maison. Les combats de chiens ont lieu dans la cour ou dans une maison pleine de curiosités, bibelots, bidons et décorations, dont beaucoup peuvent être détruits et qui contiennent des power-ups spéciaux.

## Système de jeu

### Armes
Le moteur Airfix Dogfighter prend en charge 9 armes différentes, dont 4 deviendront plus puissantes à mesure que le joueur débloquera des bonus technologiques. La mitrailleuse, le canon, la fusée et les bombes sont disponibles des deux côtés et peuvent être mis à niveau via 5 niveaux technologiques différents. Chaque camp possède deux armes uniques dans la campagne solo; l'Axe peut utiliser des fusées à tête chercheuse et un laser à "faisceau de particules". Cependant, les forces alliées utilisent des "paramines" flottantes et une bobine Tesla capable de choquer plusieurs unités. Enfin, les deux forces débloquent une bombe atomique lors de la dernière mission de campagne de leur côté. Toutes les armes spéciales commencent au plus haut niveau technologique et ne sont pas affectées par les bonus.

### Bonus
Les joueurs ont 5 niveaux technologiques. Ils commencent par le premier, qui est le plus simple, mais peuvent cependant acquérir des étoiles ou des croix (étoiles pour les alliés, croix pour l'axe), qui se trouvent dans les ennemis détruits ou dans des objets se trouvant dans l'environnement environnant que les joueurs peuvent détruire. 10 étoiles améliorent les joueurs au deuxième niveau, 10 de plus pour le troisième niveau, 11 étoiles au suivant et 10 de plus pour atteindre le niveau final, ce qui facilite la destruction de la plupart des ennemis.

### Unités ennemies
Dans la campagne, les joueurs combattent certains des modèles de chars les plus populaires de la Seconde Guerre mondiale, notamment le Churchill, le Tigre et le Sherman. D'autres unités telles que des cuirassés et des véhicules de transport de troupes sont également incluses.

### Territoire
Pour la plupart des salles, les joueurs doivent avoir une clé pour entrer, qui sera révélée en fonction de la mission. Sauf indication contraire, les joueurs ne peuvent pas monter à l'étage dans l'Axe ou en bas chez les Alliés, ou leurs avions seront sous le feu de puissantes batteries de défense anti-aérienne ennemies. À la fin de la campagne alliée, les joueurs peuvent aller où ils veulent dans la maison.

### Scénario
L'histoire de ce jeu est basée sur l'invasion de la Grande-Bretagne.

### Multijoueur
En multijoueur, les joueurs peuvent avoir leurs propres insignes et avions. Les joueurs peuvent également choisir une carte de campagne ou une carte créée dans l'éditeur. Les joueurs peuvent également créer eux-mêmes des plans d'entraînement spéciaux et créer des bâtiments.

### Éditeur de cartes
L'éditeur permet aux joueurs de créer leurs propres cartes, en choisissant parmi une variété de pièces et d'objets prédéfinis.

## Accueil
Le jeu a reçu des "critiques généralement favorables" selon le site d' agrégation de critiques Metacritic.